# Genesis (album)
Pour l’article homonyme, voir Genesis.
Albums de Genesis
Three Sides Live
(1982) Invisible Touch
(1986)
Singles
1. Mama
Sortie : 22 août 1983
2. That's All
Sortie : 3 octobre 1983
3. Home by the Sea
Sortie : 31 octobre 1983
4. Illegal Alien
Sortie : 23 janvier 1984
5. Taking It All Too Hard
Sortie : juin 1984

Genesis est le douzième album studio du groupe de rock britannique Genesis. Il sort le 3 octobre 1983 sur le label Vertigo Records en Europe et Atlantic Records pour l'Amérique du Nord.
L'album est parfois appelé Shapes, en référence aux formes (shapes, en anglais) en plastique visibles sur la couverture, représentant une étoile, un carré et un cercle.

## Historique
Cet album est le premier de Genesis à être entièrement enregistré et mixé dans le studio  du groupe, The Farm à Chiddingfold dans le Surrey.
C'est à partir de cet album que Phil Collins, Mike Rutherford et Tony Banks composeront toutes leur chansons en parfaite collaboration. Il contient entre autres Mama, Home by the sea, sa suite Second home by the sea ainsi que les hits Illegal alien et That's all. Cette dernière a été développée par Banks, Collins et Rutherford comme un hommage aux Beatles, qui a toujours été le groupe qui a le plus influencé Genesis.
Il se classe à la première place des charts britanniques, finlandais et allemands. En France, il se classe à la deuxième place des meilleures ventes de disques et est certifié disque de platine pour avoir été vendu à plus de 300 000 exemplaires. Aux États-Unis, il atteint la neuvième place du Billboard 200 et se vend à plus de quatre millions d'exemplaires.

## Liste des titres
Tous les titres sont signés par Tony Banks, Phil Collins et Michael Rutherford
| 1. | Mama                   | 6:46 |
| 2. | That's All             | 4:22 |
| 3. | Home by the Sea        | 4:46 |
| 4. | Second Home by the Sea | 6:22 |

| 1. | Illegal Alien          | 5:12 |
| 2. | Taking It All Too Hard | 3:54 |
| 3. | Just a Job to Do       | 4:44 |
| 4. | Silver Rainbow         | 4:27 |
| 5. | It's Gonna Get Better  | 5:00 |

## Musiciens
- Phil Collins : chant, chœurs, batterie, percussions, boite à rythmes
- Tony Banks : claviers
- Mike Rutherford : guitares, basse

## Production
- Genesis, Hugh Padgham : Production
- Hugh Padgham : Ingénieur du son
- Geoff Pesche : Mastering
- Geoff Callingham : Assistance technique
- Bill Smith : Design pour la pochette
- Tony Smith : Gérance

## Classements & certifications
| Classement (1983 - 1984)      | Meilleure position |
| ----------------------------- | ------------------ |
| Allemagne (Media Control AG)  | 1                  |
| Autriche (Ö3 Austria Top 40)  | 2                  |
| Canada (RPM)                  | 2                  |
| États-Unis (Billboard 200)    | 9                  |
| France (SNEP)                 | 2                  |
| Norvège (VG-lista)            | 2                  |
| Pays-Bas (Mega Album Top 100) | 2                  |
| Royaume-Uni (UK Albums Chart) | 1                  |
| Suède (Sverigetopplistan)     | 12                 |
| Suisse (Schweizer Hitparade)  | 2                  |
| Suisse (Musikmarkt-Charts)    | 3                  |

| Pays             | Certification | Ventes      | Date       |
| ---------------- | ------------- | ----------- | ---------- |
| Allemagne        | Platine       | 500 000 +   | 1987       |
| États-Unis       | 4 × Platine   | 4 000 000 + | 12/06/1996 |
| France (SNEP)    | Platine       | 681 700 +   | 1987       |
| Nouvelle-Zélande | Platine       | 15 000 +    | 16/08:1987 |
| Pays-Bas         | Or            | 50 000 +    | 1984       |
| Royaume-Uni      | 2 × Platine   | 600 000 +   | 26/10/1987 |
| Suisse           | 2 × Platine   | 100 000 +   | 1990       |

### Charts singles
| Année | Single                 | Chart               | Durée du classement | Position |
| ----- | ---------------------- | ------------------- | ------------------- | -------- |
| 1983  | Mama                   | Hot 100             | 9 semaines          | 73e      |
| 1983  | Mama                   | UK Singles Chart    | 10 semaines         | 4e       |
| 1983  | Mama                   | Single Top 100      | 32 semaines         | 4e       |
| 1983  | Mama                   | Ö3 Austria Top 40   | 10 semaines         | 10e      |
| 1983  | Mama                   | (V) Ultratop        | 8 semaines          | 21e      |
| 1983  | Mama                   | Top 100             | 48 semaines         | 31e      |
| 1983  | Mama                   | VG-lista            | 9 semaines          | 3e       |
| 1983  | Mama                   | RMNZ Singles Top40  | 8 semaines          | 27e      |
| 1983  | Mama                   | Mega Top 50         | 9 semaines          | 7e       |
| 1983  | Mama                   | Schweizer Hitparade | 15 semaines         | 2e       |
| 1983  | That's All             | Hot 100             | 20 semaines         | 6e       |
| 1983  | That's All             | UK Singles Chart    | 11 semaines         | 16e      |
| 1983  | That's All             | Single Top 100      | 13 semaines         | 27e      |
| 1983  | That's All             | Ö3 Austria Top 40   | 4 semaines          | 19e      |
| 1983  | That's All             | RPM Top Singles     | 12 semaines         | 14e      |
| 1983  | That's All             | Mega Top 50         | 4 semaines          | 37e      |
| 1983  | That's All             | Schweizer Hitparade | 9 semaines          | 15e      |
| 1984  | Illegal Alien          | Hot 100             | 10 semaines         | 44e      |
| 1984  | UK Singles Chart       | 5 semaines          | 46e                 |          |
| 1984  | RPM Top Singles        | 4 semaines          | 41e                 |          |
| 1984  | Taking It All Too Hard | Hot 100             | 12 semaines         | 50e      |
| 1986  | Home by the Sea        | RMNZ Singles Top40  | 16 semaines         | 4e       |